# Marie von Ebner-Eschenbach
Contessa Marie von Ebner-Eschenbach, nata Marie Dubský von Třebomyslice, (Troubky-Zdislavice, 13 settembre 1830 – Vienna, 12 marzo 1916) è stata una scrittrice austriaca.
Nota per i suoi romanzi psicologici, è considerata una delle più importanti scrittrici di lingua tedesca dell'ultima parte del XIX secolo.

## Biografia

### Primi anni e famiglia
Nacque nel castello della famiglia Dubský ( Dubský von Třebomyslice ) a Zdislavice (nell'attuale Repubblica Ceca) vicino a Kroměříž, in Moravia. Suo padre era il barone Dubsky, un nobile di origini cattoliche e boeme. Sua madre Maria von Vockel proveniva da una nobile famiglia protestante sassone. Marie perse la madre nella prima infanzia, ma ricevette un'attenta formazione intellettuale da due matrigne, prima da Eugenie Bartenstein, e poi dalla sua seconda matrigna Xaverine Kolowrat-Krakowsky, che spesso contribuirono alla sua ispirazione portandola al Burgtheater , il teatro comunale di Vienna. Nonostante avesse accesso alle vaste biblioteche della sua famiglia, non fu mai istruita formalmente. Tuttavia, spinta dalla sua curiosità,  divenne autodidatta in giovane età ed imparò il francese, il tedesco e il ceco. Nel 1848 sposò suo cugino Moritz von Ebner-Eschenbach, professore di fisica e chimica presso un'accademia di ingegneria viennese. In seguito, sarebbe diventato un capitano austriaco e successivamente un feldmaresciallo. La coppia risiedette prima a Vienna, poi a Louka ( Klosterbruck ), vicino a Znojmo, dove suo marito era stato mandato per i suoi doveri militari, e dopo il 1860 di nuovo a Vienna. Non ebbero figli. Marie possedeva un diario e scriveva lettere che spiegavano come la sua vita fosse costantemente interrotta dai doveri domestici. È stato ipotizzato che Marie potrebbe aver sofferto di isteria sulla base dei sintomi riscontrati in queste voci, inclusi mal di testa debilitanti e nervosismo eccessivo.

### Carriera e successo

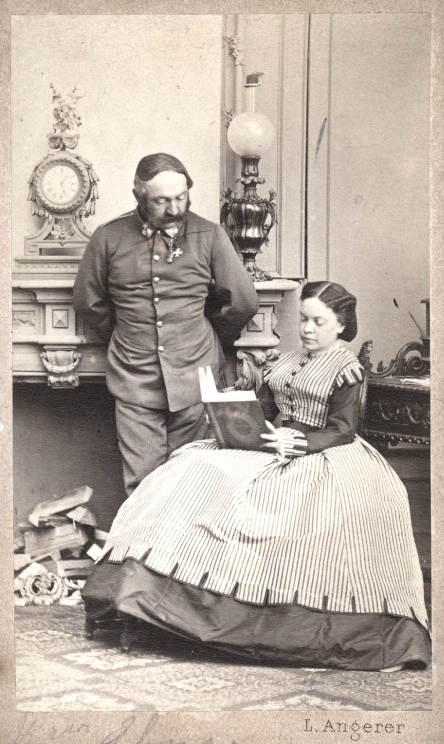
Marie von Ebner-Eschenbach con il marito Moritz von Ebner-Eschenbach, c. 1865

Marie iniziò a dedicarsi all'opera letteraria. Nei suoi sforzi ricevette supporto da Franz Grillparzer e Freiherr von Münch-Bellinghausen. La sua prima opera pubblicizzata fu il dramma Maria Stuarda di Scozia, che Philipp Eduard Devrient produsse al teatro di Karlsruhe nel 1860. In seguito pubblicò una tragedia in cinque atti intitolata Marie Roland, con diversi drammi in un atto: Doktor Ritter, Violette  e La sconsolata. Sebbene fosse incoraggiata a continuare a scrivere, il suo relativo fallimento nel campo della drammaturgia era diventato in qualche modo un punto di imbarazzo per la sua famiglia.
Dopo questi limitati successi nel campo del dramma, si rivolse alla narrativa. A partire da Die Prinzessin von Banalien (1872), ritrae graficamente in Božena e in Das Gemeindekind i dintorni della sua casa morava, e in Lotti, die Uhrmacherin, Zwei Comtessen, Unsühnbar  e Glaubenslos? la vita dell'aristocrazia austriaca in città e in campagna.
Gran parte del successo più popolare di Ebner-Eschenbach è riconosciuto a Julius Rodenberg grazie alla sua pubblicazione dell'opera dell'autrice nel suo popolare periodico Die Deutsche Rundschau. Inoltre pubblicò Neue Erzählungen, Aphorismen e Parabeln, Märchen und Gedichte. L'eleganza dello stile di Von Ebner-Eschenbach, la sua intelligenza incisiva e la magistrale rappresentazione del personaggio le diedero un posto di primo piano tra le scrittrici tedesche del suo tempo. In occasione del suo settantesimo compleanno l'università di Vienna le conferì la laurea honoris causa in filosofia. Nel 1893 fu pubblicata un'edizione di Gesammelte Schriften, una raccolta di opere.
Durante la sua vita non scrisse mai per profitto e così, per sua volontà, rifiutò il risarcimento che aveva ricevuto per aiutare altri scrittori nei loro sforzi. Morì a Vienna nel 1916.

## Opere

### Opere in tedesco
- Aus Franzensbad . 6 Episteln von keinem Propheten (6 epistole da nessun profeta). Lipsia: Lorck, 1858
- Maria Stuart in Schottland . Dramma in cinque atti. Vienna: Ludwig Mayer, 1860
- Das Veilchen ( La viola ). Commedia in un atto. Vienna: Wallishausser, 1861
- Marie Roland . Tragedia in cinque atti. Vienna: Wallishausser, 1867
- Doktor Ritter. Poema drammatica in un atto. Vienna: Jasper, 1869
- Die Prinzessin von Banalien . Una fiaba. Vienna: Rosner, 1872
- Das Waldfräulein ( Maid of the woods ), 1873
- Božena . Una storia. Stoccarda: Cotta, 1876
- Die Freiherren von Gemperlein, 1878
- Lotti, die Uhrmacherin (Lotti l’orologiaia), in: "Deutsche Rundschau", 1880
- Aforisma . Berlino: Franz Ebhardt, 1880
- Dorf- und Schloßgeschichten ( storie di villaggi e castelli ), 1883 (contenente Der Kreisphysikus, Jacob Szela, Krambambuli, Die Resel, Die Poesie des Unbewußten )
- Zwei Comtessen ( Due contesse ). Una storia. Berlino: Franz Ebhardt, 1885
- Neue Dorf- und Schloßgeschichten ( storie di nuovi villaggi e castelli ). Storie. Berlino: Paetel, 1886 (contenente Die Unverstandene auf dem Dorfe, Er laßt die Hand küssen, Der gute Mond )
- Das Gemeindekind ( Child of the neighbour ) Romanzo. 1887
- Unsühnbar . Una storia. Berlino: Paetel, 1890
- Drei Novellen ( Tre novelle ). 1892 (contenente Oversberg )
- Glaubenslos? Una storia. Berlino: Paetel, 1893
- Das Schädliche. Die Totenwacht . Due storie. Berlino: Paetel, 1894
- Bertram Vogelweid . Due storie. Berlino: Paetel, 1896
- Alte Schule ( Old school ) Una storia. Berlino: Paetel, 1897 (contenente Ein Verbot, Der Fink, Eine Vision, Schattenleben, Verschollen )
- Am Ende . Scena in un atto. Berlino: Bloch, 1897
- Aus Spätherbsttagen . Storie. Berlino: Paetel, 1901 (contenente Der Vorzugsschüler, Maslans Frau, Fräulein Susannens Weihnachtsabend, Uneröffnet zu verbrennen, Die Reisegefährten, Die Spitzin, In letzter Stunde, Ein Original, Die Visite )
- Agave. Romanzo. Berlino: Paetel, 1903
- Die unbesiegbare Macht . Due storie. Berlino: Paetel, 1905
- Meine Kinderjahre (La mia infanzia ). Schizzi autobiografici. Berlino: Paetel, 1906
- Altweibersommer . Berlino: Paetel, 1909

### Edizioni italiane
- Marie von Ebner-Eschenbach, Storie del castello e del villaggio, Milano, Tranchida Editore, 1993.
- Marie von Ebner-Eschenbach, I baroni Gemperlein, Milano, Tranchida Editore, 1994.
- I baroni von Gemperlein in AA.VV., Tre racconti, a cura di E. Paventi, Roma, Apeiron Editori, 2007.